# تقصبيت (بلفاع)
تقصبيت هي إحدى مشيخات المملكة المغربية، تتبع جغرافيا لإقليم شتوكة آيت باها وإداريًا لبلفاع. يقدر عدد سكانها بـ 2416 نسمة حسب الإحصاء الرسمي للسكان والسكنى لسنة 2004.